# Torre Abd el Aziz (Sevilla)
La Torre d'Abd al-Aziz és una torre almohade de planta hexagonal situada a la ciutat andalusa de Sevilla (Espanya). Era un dels vèrtexs de la muralla de la ciutat, que enllaçava amb les muralles dels palaus d'aquesta zona, com el proper Real Alcázar. Se l'ha anomenat també Torre de l'Homenatge, però no per ser la torre central d'una gran fortalesa, sinó per una llegenda que diu que aquest va ser el primer lloc on va onejar el pendó castellà després de la conquesta de la ciutat el 1248.

## Història
El seu nom procedeix de l'emir Abd al-Aziz ibn Musa que va residir en Ishbiliya (Sevilla) del 714 al 719. Aquesta torre se situa en l'actual cantonada que conforma l'avinguda de la Constitución amb el carrer Santo Tomás.
La muralla connectava aquesta torre amb la Torre de la Plata i amb el Postigo del Carbón, continuant cap a l'oest fins a la Torre del Oro.
Pot, per tant, que totes dues torres (la de Abdelaziz i la del Oro), siguin de la mateixa època (del segle xiii). Tanmateix, en els anys 2000 i 2001 es van realitzar dues excavacions, la del Patio de la Montería i la del Príncipe, a través de les que es va saber que la torre de Abdelaziz va formar part del procés d'ampliació militar i defensiva que va sofrir l'Alcázar de Sevilla, per la qual cosa, es creu, degué construir-se a mitjans del segle XII.